# 프라이엔바흐 SOB역
프라이엔바흐 SOB역(독일어: Freienbach SOB)은 스위스 슈비츠주 프라이엔바흐 시정촌에 있는 기차역이다. 역은 쥐토스트반이 소유한 페피콘-아트-골다우 철도 노선에 있다. 아인지델른에서 파러스빌까지 취리히 S-반 서비스 S40의 중간 정류장이다.
프라이엔바흐 SOB역은 취리히호 좌안 철도 노선에 있는 인근 프라이엔바흐 SBB역과 혼동되어서는 안 된다. 두 역은 도보로 약 500미터 떨어져 있다.